# Alexander Peya
Alexander Peya (1980. június 27. –) osztrák hivatásos teniszező. Elsősorban páros tornákon ér el eredményeket. Eddigi karrierje során tizenöt ATP-tornán diadalmaskodott. A Grand Slam-tornákon az eddigi legjobb teljesítményét egyéniben a 2004-es US Openen nyújtotta, ahol a 3. körig jutott. Párosban 2013-ban a US Openen döntőt játszott a brazil Bruno Soaresszel az oldalán. Babos Tímeával 2015-ben vegyes párosban is döntős volt Wimbledonban. Az páros világranglistán a legjobb helyezése a harmadik volt, amelyet 2013 augusztusában ért el.
Karrierje során két olimpián vett részt. Először a 2012-es londoni olimpiai játékokon indult, ahol párosban a második körben esett ki Jürgen Melzer partnereként, miután kikaptak a spanyol David Ferrer–Feliciano López-duótól. 4 évvel később a 2016-os riói olimpiai játékokon párosban Oliver Marach párjaként a negyeddöntőben szenvedett vereséget a későbbi győztes spanyol Marc López – Rafael Nadal kettőstől.

## Grand Slam-döntői

### Páros

#### Elvesztett döntői (1)
| Év   | Torna   | Borítás | Partner      | Ellenfelek a döntőben         | Eredmény a döntőben |
| 2013 | US Open | Kemény  | Bruno Soares | Lijendar Pedzs Radek Štěpánek | 1–6, 3–6            |

### Vegyes páros

#### Győzelmei (1)
| Év   | Torna     | Borítás | Partner         | Ellenfelek a döntőben           | Eredmény a döntőben |
| 2018 | Wimbledon | Fű      | Nicole Melichar | Jamie Murray Viktorija Azaranka | 7–6(1), 6–3         |

#### Elvesztett döntői (1)
| Év   | Torna     | Borítás | Partner     | Ellenfelek a döntőben         | Eredmény a döntőben |
| 2015 | Wimbledon | Fű      | Babos Tímea | Lijendar Pedzs Martina Hingis | 1–6, 1–6            |

## Eredményei Grand Slam-tornákon

### Egyéniben
| Grand Slam | Australian Open | Australian Open | Roland Garros | Roland Garros    | Wimbledon     | Wimbledon        | US Open       | US Open         |
| Év         | Eredmény        | Utolsó ellenfél | Eredmény      | Utolsó ellenfél  | Eredmény      | Utolsó ellenfél  | Eredmény      | Utolsó ellenfél |
| 2002       | –               | –               | Selejtező (1) | Selejtező (1)    | Selejtező (1) | Selejtező (1)    | Selejtező (2) | Selejtező (2)   |
| 2003       | –               | –               | Selejtező (2) | Selejtező (2)    | Selejtező (3) | Selejtező (3)    | –             | –               |
| 2004       | –               | –               | 1. kör        | Daniel Elsner    | 2. kör        | Andy Roddick     | 3. kör        | Tommy Robredo   |
| 2005       | –               | –               | –             | –                | Selejtező (1) | Selejtező (1)    | Selejtező (3) | Selejtező (3)   |
| 2006       | –               | –               | –             | –                | 1. kör        | Irakli Labadze   | –             | –               |
| 2007       | Selejtező (2)   | Selejtező (2)   | 1. kör        | Nicolás Lapentti | 1. kör        | Janko Tipsarević | Selejtező (3) | Selejtező (3)   |
| 2008       | Selejtező (2)   | Selejtező (2)   | Selejtező (1) | Selejtező (1)    | 1. kör        | Mischa Zverev    | Selejtező (1) | Selejtező (1)   |
| 2009       | Selejtező (1)   | Selejtező (1)   | –             | –                | 1. kör        | Tommy Haas       | Selejtező (3) | Selejtező (3)   |
| 2010       | –               | –               | –             | –                | Selejtező (3) | Selejtező (3)    | Selejtező (1) | Selejtező (1)   |
| 2011       | Selejtező (1)   | Selejtező (1)   | –             | –                | –             | –                | –             | –               |

### Párosban
| Grand Slam | Australian Open           | Australian Open                   | Roland Garros             | Roland Garros                       | Wimbledon                      | Wimbledon                            | US Open                     | US Open                                    |
| Év         | Eredmény Partner          | Utolsó ellenfél                   | Eredmény Partner          | Utolsó ellenfél                     | Eredmény Partner               | Utolsó ellenfél                      | Eredmény Partner            | Utolsó ellenfél                            |
| 2004       | –                         | –                                 | 3. kör Rogier Wassen      | Gastón Etlis Martín Rodríguez       | –                              | –                                    | 2. kör Jürgen Melzer        | Simon Aspelin Todd Perry                   |
| 2005       | –                         | –                                 | –                         | –                                   | 2. kör Robert Lindstedt        | Mark Knowles Michaël Llodra          | –                           | –                                          |
| 2006       | –                         | –                                 | Negyeddöntő Björn Phau    | Lukáš Dlouhý Pavel Vízner           | 2. kör Björn Phau              | Stephen Huss Wesley Moodie           | 2. kör Björn Phau           | Martin Damm Lijendar Pedzs                 |
| 2007       | 1. kör Björn Phau         | Paul Hanley Kevin Ullyett         | 1. kör Björn Phau         | Andrei Pavel Alexander Waske        | 3. kör Christopher Kas         | Marcelo Melo André Sá                | 1. kör Christopher Kas      | Michael Kohlmann Rainer Schüttler          |
| 2008       | 2. kör Jürgen Melzer      | Daniel Nestor Nenad Zimonjić      | 1. kör Jürgen Melzer      | Jeff Coetzee Wesley Moodie          | Negyeddöntő Philipp Petzschner | Jonas Björkman Kevin Ullyett         | 1. kör Michael Kohlmann     | Simon Aspelin Julian Knowle                |
| 2009       | 2. kör Philipp Petzschner | Simone Bolelli Andreas Seppi      | 1. kör Philipp Petzschner | Marcel Granollers Santiago Ventura  | 2. kör Philipp Petzschner      | Mahes Bhúpati Mark Knowles           | 1. kör Szerhij Sztahovszkij | Simone Bolelli Andreas Seppi               |
| 2010       | –                         | –                                 | –                         | –                                   | –                              | –                                    | –                           | –                                          |
| 2011       | 1. kör Simon Aspelin      | Lu Jen-hszün Rainer Schüttler     | 3. kör Christopher Kas    | Makszim Mirni Daniel Nestor         | Elődöntő Christopher Kas       | Robert Lindstedt Horia Tecău         | 1. kör Christopher Kas      | Paul Hanley Dick Norman                    |
| 2012       | 1. kör Oliver Marach      | Victor Hănescu Olivier Rochus     | 2. kör Lijendar Pedzs     | Mihail Elgin Gyenisz Isztomin       | 1. kör Nenad Zimonjic          | Chris Guccione Lleyton Hewitt        | Negyeddöntő Bruno Soares    | Marcel Granollers Marc López               |
| 2013       | 2. kör Bruno Soares       | Thomaz Bellucci Benoît Paire      | Elődöntő Bruno Soares     | Bob Bryan Mike Bryan                | 3. kör Bruno Soares            | Róhan Bópanna Édouard Roger-Vasselin | Döntő Bruno Soares          | Lijendar Pedzs Radek Štěpánek              |
| 2014       | 3. kör Bruno Soares       | Michaël Llodra Nicolas Mahut      | 2. kör Bruno Soares       | Andre Begemann Robin Haase          | Negyeddöntő Bruno Soares       | Vasek Pospisil Jack Sock             | Negyeddöntő Bruno Soares    | Marcel Granollers Marc López               |
| 2015       | 2. kör Bruno Soares       | Oliver Marach Michael Venus       | Negyeddöntő Bruno Soares  | Ivan Dodig Marcelo Melo             | Negyeddöntő Bruno Soares       | Jamie Murray John Peers              | 1. kör Bruno Soares         | Philipp Oswald Adil Shamasdin              |
| 2016       | 1. kör Philipp Petzschner | Vasek Pospisil Jack Sock          | Elődöntő Łukasz Kubot     | Bob Bryan Mike Bryan                | 1. kör Łukasz Kubot            | Ken Skupski Neal Skupski             | Negyeddöntő Łukasz Kubot    | Pablo Carreno Busta Guillermo García López |
| 2017       | 1. kör Mate Pavić         | Jürgen Melzer Iszámul-Hak Kuraisi | 1. kör Philipp Petzschner | Bob Bryan Mike Bryan                | 2. kör Philipp Petzschner      | Łukasz Kubot Marcelo Melo            | 1. kör Julian Knowle        | Jamie Murray Bruno Soares                  |
| 2018       | 2. kör Nikola Mektić      | Juan Sebastian Cabal Robert Farah | Elődöntő Nikola Mektić    | Pierre-Hugues Herbert Nicolas Mahut | 3. kör Nikola Mektić           | Robin Haase Robert Lindstedt         |                             |                                            |

### Vegyes párosban
| Grand Slam | Australian Open               | Australian Open               | Roland Garros               | Roland Garros                            | Wimbledon                  | Wimbledon                        | US Open                    | US Open                        |
| Év         | Eredmény Partner              | Utolsó ellenfél               | Eredmény Partner            | Utolsó ellenfél                          | Eredmény Partner           | Utolsó ellenfél                  | Eredmény Partner           | Utolsó ellenfél                |
| 2011       | –                             | –                             | –                           | –                                        | –                          | –                                | 1. kör Tamira Paszek       | Bruno Soares Jarmila Gajdošová |
| 2012       | 1. kör Galina Voszkobojeva    | Róhan Bópanna Lisa Raymond    | 2. kör Alicja Rosolska      | Max Mirni Liezel Huber                   | 3. kör Anna-Lena Grönefeld | Mike Bryan Lisa Raymond          | –                          | –                              |
| 2013       | 1. kör Tamira Paszek          | Santiago González Jen Ce      | 1. kör Mandy Minella        | Juan Sebastián Cabal Nagyja Petrova      | 3. kör Anna-Lena Grönefeld | Marcin Matkowski Květa Peschke   | 1. kör Anna-Lena Grönefeld | John Peers Ashleigh Barty      |
| 2014       | 2. kör Anna-Lena Grönefeld    | Scott Lipsky Cseng Csie       | 2. kör Abigail Spears       | Santiago González Arantxa Parra Santonja | 2. kör Abigail Spears      | Martin Kližan Belinda Bencic     | 2. kör Andrea Hlaváčková   | Donald Young Taylor Townsend   |
| 2015       | Negyeddöntő Andrea Hlaváčková | Lijendar Pedzs Martina Hingis | Negyeddöntő Babos Tímea     | Marcin Matkowski Lucie Hradecká          | Döntő Babos Tímea          | Lijendar Pedzs Martina Hingis    | 2. kör Alla Kudrjavceva    | Róhan Bópanna Csan Jung-zsan   |
| 2016       | 2. kör Hszie Su-vej           | Bruno Soares Jelena Vesznyina | 1. kör Katarina Srebotnik   | Fabrice Martin Galina Voszkobojeva       | Negyeddöntő Andreja Klepač | Robert Farah Anna-Lena Grönefeld | –                          | –                              |
| 2017       | 2. kör Cseng Szaj-szaj        | Ivan Dodig Szánija Mirza      | 2. kör Jaroszlava Svedova   | Robert Farah Anna-Lena Grönefeld         | –                          | –                                | –                          | –                              |
| 2018       | –                             | –                             | Negyeddöntő Nicole Melichar | Ivan Dodig Latisha Chan                  | Győzelem Nicole Melichar   | Jamie Murray Viktorija Azaranka  |                            |                                |